# Guilhem Magret
Guilhem Magret (fl. 1195 - 1210) est un troubadour de langue occitane originaire du Dauphiné.

## Œuvre

### Cansos
- Atrestan be·m tenc per mortal
- Enaissi·m pren cum fai al pescador
- Ma dompna·m ten pres
- Trop meilhs m'es pres qu'a'n Golfier de las Tors
- Aissi quon hom que senher ochaizona  (participation à une canso de Berenguier de Palazol)

### Cobla esparsa
- Non valon re coblas ni arrazos

### Sirventes
- Aigua pueia contramon
- Mout mi plai quan vey dolenta

### Tenso
- Magret, pujat m'es el cap (con Guillem Rainol d'At)